# Мамленки
Мамленки — деревня в Смоленском районе Смоленской области России. Входит в состав Новосельского сельского поселения. 
Расположена в западной части области в 18 км к северо-западу от Смоленска, в 2,5 км северо-восточнее автодороги Р133 Смоленск — Невель. В 14 км южнее деревни расположена железнодорожная станция Ракитная на линии Москва — Минск. 

## История
В годы Великой Отечественной войны деревня была оккупирована гитлеровскими войсками в июле 1941 года, освобождена в сентябре 1943 года. 